# Theodore Roosevelt Island
Het Theodore Roosevelt Island is een eiland en National Memorial in de rivier de Potomac in Washington D.C. Het was een gift aan het Amerikaanse volk van de Theodore Roosevelt Association voor de gedachtenis van de 26e president van de Verenigde Staten, Theodore Roosevelt. Het eiland is bebost en heeft een oppervlakte van 0,36 km².
Het eiland werd in 1682 Analostan genoemd door kapitein Randolph Brandt. In 1724 werd het gekocht door George Mason.
De Theodore Roosevelt Bridge raakt het zuidelijke punt van het eiland.
Het eiland is alleen bereikbaar via een voetbrug bij de George Washington Memorial Parkway, een verkeersweg aan de westzijde van de Potomac. Er zijn geen auto's of fietsen toegestaan.